# Моздок (аеродром)
Моздок — військовий аеродром авіації ПС РФ. Розташований на північному заході від міста Моздок (Північна Осетія), де базується окремий 485-й окремий вертолітний полк.

## Історія
Аеродром використовувався для базування стратегічних бомбардувальників-ракетоносців Ту-95 з 1961 по 1998 роки. Пізніше використовувався військовою авіацією під час першої, другої російсько-чеченських та російсько-грузинської (2008) воєн.
У червні 2003 року смертниця підірвала бомбу біля автобусу, що перевозив солдатів і цивільних осіб на військовий аеродром «Моздок» — плацдармі російських окупаційних військ у Чечні. Внаслідок теракту загинули щонайменше 16 осіб.
Влітку 2023 року на аеродромі почали базуватись дальні бомбардувальники Ту-22М3, які завдають ракетні удари по Україні.

### Російсько-українська війна
Влітку 2023 року авіабаза почала використовуватись для ракетних ударів по території України.
У січні 2024 року було повідомлено, що РФ систематично готує ракети для подальших ударів по території України, а через острах завдання ударів по аеродрому, російські окупанти почали  розміщувати на аеродромі хибні цілі.
30 липня 2024 року аеродром Моздок зазнав атаки безпілотників.
Згідно з повідомленням ЗМІ вранці 9 квітня 2025 року дрони атакували аеродром Моздок.